# Distretto di Waga
Il distretto di Waga (和賀郡?, Waga-gun) è uno dei distretti della prefettura di Iwate, in Giappone.
Fa parte del distretto solo il comune di Nishiwaga.
| Controllo di autorità | VIAF (EN) 256246568 · NDL (EN, JA) 00648146 |